# Philodromus catagraphus
Philodromus catagraphus är en spindelart som beskrevs av Simon 1870. Philodromus catagraphus ingår i släktet Philodromus och familjen snabblöparspindlar.
Artens utbredningsområde är Spanien. Inga underarter finns listade i Catalogue of Life.